# Shay Jordan
Pour les articles homonymes, voir Jordan.
Shay Jordan est une actrice de films pornographiques née aux Philippines, le 17 novembre 1985.

## Biographie
Durant son enfance, elle emménage avec sa famille à Hawaï, puis en Californie, où elle suivra ses études dans une école hôtelière de San Diego. En 2006, elle décide de se lancer dans le cinéma pornographique.
Bisexuelle, elle tourne depuis dans de nombreuses scènes lesbiennes, mais également hétérosexuelles. Elle joue essentiellement dans les films X de Digital Playground.

## Récompenses
- 2009 : AVN Award meilleure scène lesbienne de groupe pour Cheerleaders (avec Jesse Jane, Sophia Santi, Stoya, Adrianna Lynn, Brianna Love, Lexxi Tyler, Memphis Monroe et Priya Rai)[1]
- 2007 : NightMoves Award – Best New Starlet[2]
- 2007 : CAVR Award - Behind the Scenes

## Filmographie sélective
- Big Butt Beauties (2010)
- Bad Girls (2009)
- Leather and Lace (2009)
- Nurses (2009)
- Cheerleaders (2008)
- Pirates 2 : La Vengeance de Stagnetti (Pirates II: Stagnetti's Revenge , 2008)
- Her First Lesbian Sex 13 (2008)
- Babysitters (2007)
- More Dirty Debutantes 350 (2006)